# THAAD
El THAAD (Terminal High Altitude Area Defense o Defensa de Área de Gran Altitud Terminal en español) es un sistema de defensa anti-aérea del Ejército de los Estados Unidos que tiene como objetivo derribar misiles balísticos de alcance corto, medio e intermedio en su última fase (descenso o reentrada), por medio de un sistema de impacto directo. El misil no lleva cabeza explosiva, y depende de la energía cinética del impacto para destruir el objetivo. Fue diseñado para interceptar Misiles R-11 y armas similares, pero también tiene una capacidad limitada para derribar misiles balísticos intercontinentales.
El sistema fue diseñado, construido e integrado por Lockheed Martin Space Systems, que fue el contratista principal. Raytheon, Boeing, Aerojet, Rocketdyne, Honeywell, BAE Systems y MiltonCAT fueron otros subcontratistas importantes. El presupuesto para su desarrollo en el año 2004 fue de más de 700 millones de dólares. THAAD y sus complementos, HIMAD (Defensa Aérea Alta a Media) y SHORAD (Defensa Aérea de Corto Alcance) dividen la defensa aérea del espacio de batalla en cúpulas de responsabilidad basadas en la altitud y los rangos de armas defensivas.
El misil se fabrica en la planta de Lockheed Martin en el Condado de Pike (Alabama). En estas insalaciones, cerca de Troy (Alabama), se realiza su integración final, montaje y pruebas.
El radar AN/TPY-2 es un radar de barrido electrónico activo de banda X y ha sido desarrollado y construido por Raytheon en Andover (Massachusetts), en sus "instalaciones integradas de defensa aérea". Es el radar tierra-aire transportable más grande del mundo.

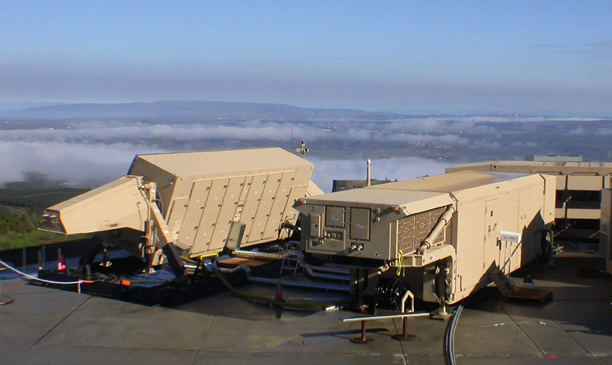
El radar AN/TPY-2

Aunque originalmente fue un programa dependiente del ejército de Estados Unidos, ha acabado bajo el control de la Agencia de defensa de misiles. La Armada tiene un programa similar, el sistema de defensa de misiles balísticos Aegis. Después de pasar satisfactoriamente su fase de pruebas en mayo de 2008, estaba programado que el THAAD entrara en servicio en 2012 (Estados Unidos desplegó baterías THAAD en la Isla de Guam entre marzo y abril de 2013, ante la amenaza de ataques con misiles norcoreanos a las bases militares de Estados Unidos en el Pacífico), pero el despliegue inicial se llevó a cabo en mayo de 2008.

## Desarrollo
El concepto de defensa estratégica de misiles se propuso en 1987, pero hasta 1990 no se presentó a las empresas una solicitud formal de propuestas. El ejército de Estados Unidos seleccionó a Lockheed Martin como contratista principal para su desarrollo en septiembre de 1992, aunque antes de la construcción de un prototipo físico se desarrollo el código del software de Efecto Aéreo-Óptimo (AOE por sus siglas en inglés, Aero-Optical Effect)  para validar el perfil operativo previsto del diseño propuesto por Lockheed.
La primera prueba de vuelo estratégico se realizó en abril de 1995, realizándose todas las pruebas de vuelo en la fase del programa de demostración-validación (DEM-VAL) en el Polígono de Misiles de White Sands. Los seis primeros intentos de intercepción fallaron el objetivo (vuelos 4-9). Las primeras intercepciones con éxito se realizaron el 20 de junio de 1999 y el 2 de agosto de 1999, contra misiles Hera.

## Producción y desarrollo

Diagrama de los misiles empleados en el THAAD

En la tecnología de impacto directo, el misil destruye sus blancos chocando con ellos, utilizando su energía cinética, al igual que el MIM-104 Patriot PAC-3 (aunque el PAC-3 también contiene una pequeña ojiva explosiva). Por tanto es diferente al funcionamiento los Patriot PAC-2, que equipan solo una ojiva explosiva detonada mediante una espoleta de proximidad. Aunque las cifras reales son información clasificada, se estima que su alcance es de 200 km, y que pueden alcanzar una altitud de 150 km.

## Operadores
- Estados Unidos: hay dos sistemas. El primero en Fort Bliss, activado el 28 de mayo de 2008 en el 4.º Regimiento de artillería de defensa aérea, XI Brigada de artillería de defensa aérea. La unidad es parte del ejército del aire 32.ª. El segundo está en Hawái, activado en junio de 2009 junto con un radar marítimo, para defender el archipiélago de un posible lanzamiento norcoreano dirigido contra él.[10]

- Israel: operado por las Fuerzas de Defensa de Israel como complemento del sistema defensivo Cúpula de Hierro.[cita requerida]

- Emiratos Árabes Unidos:  firmaron un acuerdo para adquirir el sistema de defensa de misiles el 25 de diciembre de 2011.[11]

- Turquía: en servicio por las Fuerzas Armadas de Turquía. Utilizado por las Fuerzas de Tierra Turcas.[cita requerida]

### Desarrollos relacionados
- Aegis BMD
- Hetz\Arrow
- Cheolmae 4-H
- S-400 Triumf
- HQ-9 Red Banner-9
- PDV